# Thymallus
Los tímalos son el género Thymallus, el único de la subfamilia Thymallinae, con especies propias de agua dulce. El nombre del género deriva del griego θύμαλλος , que es el nombre que tenía este pez. Se distribuyen por ríos del norte de Eurasia.
Estos peces son nativos de la parte norte de la ecozona Neártica y Paleártica, tanto en el norte de Europa (desde Gran Bretaña hasta Siberia) como en el norte de Norteamérica.
Las especies de Thymallus se distinguen de otras especies de la familia salmónidos por sus grandes escamas, su pequeña boca con dientes y, lo más notable, por su ostentosa aleta dorsal en forma de vela. Esta en el macho es larga y colorida, con manchas rojas, naranjas, púrpuras o verdes. El cuerpo también tiene un gran colorido, la superficie dorsal es desde un tono morado oscuro hasta un azul oscuro o gris, con una graduación de azul oscuro a gris en los laterales y de gris a blanco en el vientre. El cuerpo está ligeramente decorado con pequeñas manchas oscuras, siendo mucho más numerosas en los juveniles.
Son muy sensibles a los cambios en la calidad del agua, por lo que se pueden considerar unos buenos bioindicadores de la calidad de esta. Son peces que requieren frío, agua bien oxigenada y fuertes corrientes. Desovan en los ríos y esconden sus huevos en el sedimento.
Debido a su agradable sabor y atractiva forma, son especies que están muy apreciadas tanto comercialmente como para la pesca.
La especie más típica de este género es el tímalo común o Thymallus thymallus (Linnaeus, 1758), característico de casi toda Europa.

## Especies
Se consideran las siguientes especies válidas:
- Thymallus arcticus (Pallas, 1776) – Tímalo ártico, antes T. arcticus arcticus.
- Thymallus baicalensis (Dybowski, 1874) – Tímalo negro de Baikal, antes T. arcticus baicalensis.
- Thymallus baikalolenensis (Matveyev, Samusenok, Pronin & Telpukhovsky, 2005)
- Thymallus brevipinnis (Svetovidov, 1931)
- Thymallus brevirostris (Kessler, 1879) – Tímalo de Mongolia.
- Thymallus burejensis (Antonov, 2004)
- Thymallus flavomaculatus (Knizhin, Antonov y Weiss, 2006), antes Thymallus grubii flavomaculatus.
- Thymallus grubii (Dybowski, 1869) - Tímalo amur, antes Thymallus grubii grubii.
- Thymallus mertensii (Valenciennes, 1848)
- Thymallus nigrescens (Dorogostaisky, 1923) - Tímalo Kosogol.
- Thymallus pallasii (Valenciennes, 1848) – Tímalo del este siberiano.
- Thymallus svetovidovi (Knizhin y Weiss, 2009)
- Thymallus thymallus (Linnaeus, 1758) – Tímalo común.
- Thymallus tugarinae (Knizhin, Antonov, Safronov y Weiss, 2007)
- Thymallus yaluensis (Mori, 1928)

El catálogo de los peces también enumera la especie Thymallus baikalolenensis, pero reconoce T. yaluensis sólo como una subespecie.